# Siad Barre
Siad Barre, Siyad Barre of Mohammed Siyad Barre (Somalisch: Maxamed Siyaad Barre; Garbahaarreey of Shilavo, tussen ca. 1910 en 1919 – Lagos, 2 januari 1995) was een Somalisch officier en politicus. Hij was president van 1969 tot 1991.

## Levensloop
Barre behoorde tot de Marehan-clan. In 1950 werd hij hoofdinspecteur van de politie van Italiaans-Somaliland. Daarna volgde hij een militaire opleiding in Italië en werd in 1960 bevorderd tot kolonel.
Op 15 oktober 1969 pleegde hij samen met collega-officieren een staatsgreep tegen president sjeik Abdi-rashid Ali Shermarke. Barre werd daarna voorzitter van de Opperste Revolutionaire Raad (SRC) en daarmee in feite staatshoofd van Somalië. De grondwet werd uitgeschakeld en Barre beloofde de corruptie aan te pakken. In 1970 introduceerde hij het wetenschappelijk socialisme, de officiële ideologie. Hij probeerde het land om te vormen tot een socialistische en links-islamitische staat. Het nieuwe regime knoopte nauwe betrekkingen aan met de Sovjet-Unie en Oost-Europese landen. Hoewel zijn bewind zich formeel tegen het tribalisme keerde, werd het regime van Barre in de loop der jaren vooral een familieaangelegenheid.
Somalië had traditionele en religieuze banden met de Arabische wereld, en trad toe tot de Arabische Liga (AL) in 1974.
In 1976 kreeg Somalië een nieuwe, socialistische grondwet. Barre werd president en tevens secretaris-generaal van de Somalische Socialistische Revolutionaire Partij (SSRP).
In 1977 brak tussen Somalië en Ethiopië oorlog uit om de Ogaden-woestijn. Ethiopië werd hierbij op grote schaal gesteund door de Sovjet-Unie. Barre wendde zich voor hulp tot de Verenigde Staten. Aanvankelijk was de VS niet bereid het Somalische regime te helpen, maar in 1980 begon de VS Somalië op grote schaal te steunen, in ruil voor strategische bases. In 1980 riep president Barre de staat van beleg uit en installeerde een nieuwe Opperste Revolutionaire Raad, om de 'revolutie in goede banen te leiden.' Siad Barre ontpopte zich tot een dictator, die binnenlandse oppositie tegen zijn regime onderdrukte. Mensen die hem niet steunden, werden geëxecuteerd. Zijn bewind heeft meer dan 200.000 mensen het leven gekost. Bovendien worden 230.000 personen vermist.
Zijn bondgenoten waren Libië, Oeganda, Irak en de Congo (Zaïre).
Halverwege de jaren tachtig doken diverse verzetsgroepen op tegen het regime. Deze verzetsgroepen waren vooral langs etnische en stamlijnen georganiseerd. Siad Barre werd alleen nog gesteund door zijn eigen clan, de politie en het leger. In 1988 sloten Somalië en Ethiopië vrede, maar de burgeroorlog ging gewoon door.
In 1990 beheerste Siad Barre alleen nog de hoofdstad Mogadishu en omgeving. Zijn tegenstanders noemden hem spottend "de burgemeester van Mogadishu." In januari 1991 werd Mogadishu door de verzetsgroepen omsingeld en vluchtte hij naar Nigeria. De voorzitter van het Verenigde Somalische Congres (een verzetsbeweging), Ali Mohammed Mahdi, werd president.
Aanhangers van Siad Barre bleven tot diens dood in 1995 een guerrillastrijd uitvechten tegen de regeringstroepen en de verzetsbewegingen.